# OHB (motorfietsenmerk)
OHB is een historisch merk van motorfietsen.
De bedrijfsnaam was: Kraftfahrzeug- & Fahrrad-Fabrik Otto Hoffman, Berlin.
De productie bij dit Duitse merk duurde minder dan een jaar (1928). In die tijd werd een klein aantal motorfietsen met 490 cc JAP-motor gebouwd.
De OHB-JAP kwam in 1928 op de markt, juist op het moment dat motorfietsen tot 200 cc vrijstelling kregen van belasting en rijbewijsplicht en dat grotere merken goede concurrerende machines hadden: BMW leverde de R 52 en de R 57, NSU de 501 en DKW de ZSW 500.